# レッツゴー!ヤングサウンズ
『レッツゴー!ヤングサウンズ』は、1968年10月2日から1969年3月26日までフジテレビ系列局で放送されていたフジテレビ製作の音楽番組である。放送時間は毎週水曜 19:30 - 20:00 （日本標準時）。

## 概要
若年層をターゲットにした番組で、ザ・スパイダースやフォーリーブスといった当時の人気バンドや男性アイドルグループが総出演していた。司会は山内賢が務めていた。その他のレギュラー出演者はザ・ティーンズとスクールメイツ。
1969年春の改編で、それまで21時台に放送されていた帯番組『スター千一夜』と『お茶の間寄席』が19時台へ移動することになったため、番組は半年で終了した。これにより、1965年6月23日放送開始の『勝ち抜きエレキ合戦』以来3年半以上続いた水曜19時台の音楽番組シリーズは幕を降ろした。以来、フジテレビではこの時間帯に音楽番組は放送されていない。